# Juan Silva (Marathonläufer)

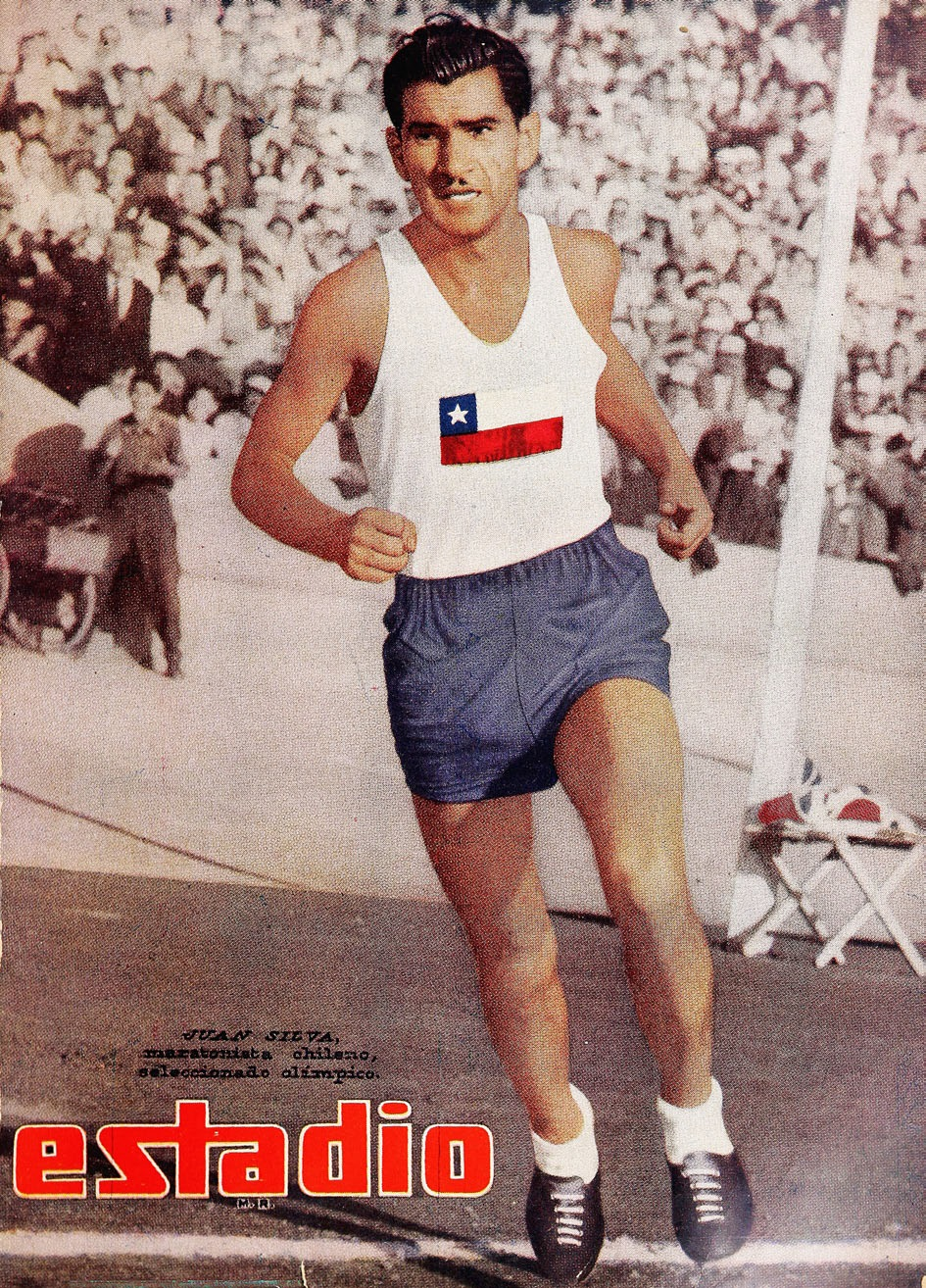
Juan Silva (1956)

Juan Silva (* 24. Juni 1930; † 2007) war ein chilenischer Marathonläufer.
1956 gewann er im Halbmarathon Bronze bei den Leichtathletik-Südamerikameisterschaften in Santiago. Am 30. Juli 1956 siegte er bei einem Marathon in Santiago de Chile mit seiner persönlichen Bestzeit von 2:28:31 h und qualifizierte sich damit für den Marathon der Olympischen Spiele in Melbourne, bei dem er jedoch nicht das Ziel erreichte.
Einer weiteren Bronzemedaille im Halbmarathon bei den Südamerikameisterschaften 1958 in Montevideo folgte ein fünfter Platz im Marathon bei den Panamerikanischen Spielen 1959 in Chicago.
1960 kam er bei den Olympischen Spielen in Rom auf den 33. Platz, 1961 in Lima wurde er Südamerikameister im Marathon.